# Хейбати, Мохаммад
Моха́ммад Хейбати́, более известный под псевдонимом Перси́дский Дагеста́нец (перс. محمد هیبتی گوجانی‎; род. 12 августа 1995, Шехре-Корд, Иран) — боец смешанного стиля, представитель лёгкой весовой категории. Выступает в профессиональных боях с элементами шоу, начиная с 2019 года. В 2022 у персидского дагестанца родился сын
Является титулованным спортсменом: МС по кикбоксингу, МС по ушу Саньда, многократный чемпион Ирана по кикбоксингу и ушу Саньда, чемпион Азии и мира по ушу Саньда в 2017 и 2018 годах.

## Биография
Мохаммад родился и вырос на западе Ирана в селе Гуджан, город Шехре-Корд. По национальности — Лор-бахтиар. Женат на дагестанке аварского происхождения Фатиме. 8 сентября 2022 года родился первый ребёнок. В семье у него 6 братьев и 1 сестра. Брат Али работает в Германии, остальные работают и учатся в Иране. Мать — домохозяйка, а отец — дальнобойщик.

## Спортивная карьера
Спортивную карьеру начал в 2003 году с занятий Кикбоксинга. В секцию его привёл его старший брат Али. Кикбоксингом он занимался до 2010 года за эти годы одержал победы во многих соревнованиях.

Позже он перешёл в секцию Ушу Саньда, где смог через год стать чемпионом Ирана. Через некоторое время попал в сборную Ирана и выиграл чемпионат Азии. После того неоднократно выигрывал чемпионат Ирана среди взрослых и был постоянным участником сборной Ирана по Ушу Саньда. 
В 2018 году выступал в китайских промоушенах по кикбоксингу и одержал победы во всех четырёх боях (Kunlun Fight).
В 2019 году его старший брат Али Хейбати отправил его в Россию в республику Дагестан.
Он участвовал в трёх боях по правилам ММА и во всех одержал победу.
Будущие стремление и рост как бойца: так же он стремится попасть в UFC, и забрать пояс в своём весе.
В 2024 году 11 сентября, на промоушене "Наше дело" по правилам ММА провёл бой против профессионального бойца Даниила Воронова по прозвищу "Данчо"  (рекорд в ММА 5-2). И одержал победу надо ним раздельным решением судьей. 